# 古马尔温
古马尔温（Ghumarwin），是印度喜马偕尔邦Bilaspur县的一个城镇。总人口5720（2001年）。

## 人口
该地2001年总人口5720人，其中男性3005人，女性2715人；0—6岁人口643人，其中男344人，女299人；识字率78.11%，其中男性为79.63%，女性为76.43%。